# Thelma Stefani
Thelma Nelida Stefani Zabiotti más conocida como Thelma Stefani (Villa Luro, Buenos Aires; 25 de octubre de 1948 - Buenos Aires; 30 de abril de 1986) fue una actriz, bailarina y vedette argentina.

## Primeros años
Nació en el barrio de Villa Luro, y era la hija menor de un matrimonio de italianos. Desde pequeña había comenzado a desarrollar su vocación de actriz. Impulsada por su madre había ingresado al teatro Colón para estudiar baile, estudió 7 años para ser bailarina y a los 20 los abandonó.

## Cine
Su debut en la pantalla grande  como protagonista se produjo en la película Natasha, de 1973, junto a Enzo Viena y dirigida por Eber Lobato. La cinta fue un fracaso rotundo, aunque con esta película los críticos comenzaron a compararla en belleza a Marilyn Monroe y a llamarla "La Marilyn Monroe argentina", popularidad que le permitió convertirse en primera vedette en el Teatro Maipo. De este modo fue consagrada como "mejor actriz revelación del año". En ese mismo año también hizo Clínica con música, en el papel de una sexóloga, junto a un gran elenco integrado por Moria Casán, Marta Bianchi, Carlos Perciavalle, Antonio Gasalla, Alberto Anchart y Roberto Escalada.
En 1976 actuó en el papel de Victoria en la comedia La aventura explosiva, con Ricardo Bauleo, Víctor Bó y Julio de Grazia. También en ese mismo año filmó dos películas más: El profesor erótico y Don Carmelo il capo, en el papel de Lily.
En 1978 protagonizó tres films: Con mi mujer no puedo, junto a Guillermo Bredeston, Leonor Benedetto y Javier Portales, Yo también tengo fiaca! y Comedia rota, con Gianni Lunadei y Elsa Daniel.
Luego en 1979 vinieron Millonarios a la fuerza, en el rol de Patricia con Elena Lucena, Luis Landriscina y Mario Sánchez, y No apta para menores.
En 1980 actuó en la comedia de culto argentina ¡Qué linda es mi familia!, junto a Niní Marshall, Luis Sandrini y Palito Ortega. Un año después actuó en El bromista, con Santiago Bal, Alicia Bruzzo, Beba Bidart y Érika Wallner.
En 1985 participó en El telo y la tele, con Moria Casán, Emilio Disi, Jorge Martínez, Carmen Barbieri, Tristán, Silvia Pérez, Javier Portales, Haydée Padilla, Adrián Martel, Luisa Albinoni y Guillermo Francella.
Su última película fue Correccional de mujeres, en 1986, junto a Julio de Grazia, Edda Bustamante, Érika Wallner, y en donde su papel, el de una presa llamada Dolores, la obligó a hacer frente a un gran desafío al tener que sumergir la cabeza en un inodoro usado.

## Vida privada
Estuvo casada con Fabio Zerpa, con el actor Ricardo Bauleo en 1976 y con Ricardo Morán en 1981, y en pareja con Rafael Cohen y con el futbolista del Club Atlético Vélez Sársfield Julio Falcioni. También tuvo un romance con el boxeador santafesino Carlos Monzón y se la relacionó sentimentalmente con el futuro presidente de la nación Carlos Menem, con quien terminó un año antes de su muerte, tras pedirle que se decidiera entre ella y Zulema Yoma.

## Suicidio
Thelma Stefani tenía una personalidad y una vida que siempre rozó el límite, combinando antidepresivos, somníferos y esoterismos como el tarot, el umbandismo y ritos de distintas procedencias occidentales y orientales.
La noche del 28 de abril de 1986 invitó a algunas amistades a su casa: contada ella misma, eran trece, en total, número asociado a la mala suerte. “Alguien de nosotros va a morir”, dijo al salir de su cuarto, toda vestida de negro, ante la atenta y escalofriada mirada de su gente, que había llegado siendo bienvenida por un amigo de la anfitriona.
Dos días después, el 30 de abril, tras un llamado desesperado a un amigo, alrededor de la hora 1:00, este llegó, tocó el timbre de su piso 21, en Aguilar y Cabildo, del barrio de Colegiales, y oyó un «Ya bajo». Jamás imaginó que era su última ironía. Stefani se lanzó desde el balcón cayendo sobre una camioneta estacionada. Dejó escrita una carta en la que decía: «Estoy cansada, ya no quiero vivir más». Thelma Stefani tenía 37 años.

## Filmografía
Actriz

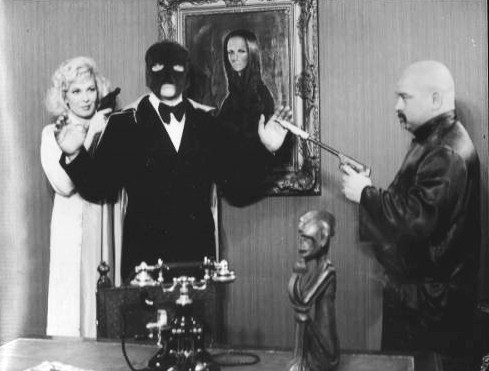
Thelma Stefani y Juan Vera en la Aventura Explosiva

- Correccional de mujeres    (1986) ... Dolores
- El telo y la tele (1985) ... Senadora
- El bromista    (1981)
- ¡Qué linda es mi familia!     (1980)
- Millonarios a la fuerza    (1979) ... Patricia
- No apto para menores    (1979)
- Comedia rota    (1978)
- Yo también tengo fiaca    (1978)
- Con mi mujer no puedo    (1978)
- La aventura explosiva    (1977) ... Victoria
- El profesor erótico    (1976)
- Don Carmelo il capo    (1976) ... Lily
- Natasha    (1974) ... Natasha
- Clínica con música ... Sexóloga  (1974)
- Olga, la hija de aquella princesa rusa  (1972)

## Televisión
- Cara a cara (1983, serie) ... Marcia
- Los cien días de Ana (1982, serie) ... Dora
- Herencia de amor (1981, serie) ... Leticia

## Teatro
- Esta si te va a gustar (1974), con Osvaldo Pacheco y Javier Portales.
- El Maipo de gala (1976), con Tristán, Osvaldo Pacheco y Pedro Sombra
- La revista del paro general (1984), junto a Tristán, Luisa Albinoni y José Marrone.